# Melbourne Sports and Aquatic Centre
Il Melbourne Sports and Aquatic Centres, abbreviato in MSAC, è un impianto sportivo polivalente situato ad Albert Park, Melbourne, Australia.
La struttura è stata inaugurata il 24 luglio 1997 ed è costata 65 000 000 di dollari australiani, interamente coperti dal Governo dello Stato di Victoria e dalla Città di Port Phillip.
Insieme allo State Netball and Hockey Centre (SNHC), al MSAC Institute of Training (MIT) e al Lakeside Stadium è uno dei quattro impianti sportivi dei Melbourne Sports Centres, gestiti dallo State Sports Centres Trust.
Oltre a vari campionati statali e nazionali, gli eventi più importanti ospitati dall'impianto sono le gare di tuffi e pallanuoto dei Campionati mondiali di nuoto 2007, squash, tuffi, nuoto e tennistavolo dei XVIII Giochi del Commonwealth del 2006 e i campionati mondiali di nuoto in vasca corta 2022.

## Costruzione
L'impianto è stato inaugurato il 24 luglio 1997 e, a partire dal settembre 2003 in previsione dei XVIII Giochi del Commonwealth del 2006, ha subito varie modifiche ed espansioni con l'aggiunta di una piscina per l'idroterapia, una piscina olimpica all'aperto e migliori collegamenti con i mezzi di trasporto, per un investimento di ulteriori 51 000 000 di dollari australiani. Nel 2008 è stata terminato l'installazione nella piscina olimpica di un pavimento mobile utile a modificarne la profondità.

## Strutture
Nuoto
- Piscina indoor da 50 metri
- Piscina outdoor da 50 metri
- Piscina indoor da 25 metri
- Piscina multifunzione
- Piscina per tuffi
- Wave pool e piscina per neonati
- Piscina per l'idroterapia

Altri sport
- 10 campi indoor da basket
- 10 campi da squash
- 12 campi da badminton
- 18 tavoli da tennistavolo
- 3 campi da pallavolo